# 牛家桥乡
牛家桥乡是中国河北省邢台市隆尧县下辖的一个乡，位于该县东部。总面积46平方公里。

## 行政区划
牛家桥乡下辖牛家桥村、菅村、北杨家楼村、南杨家楼村、梅庄村、林家庄村、西清湾村、杨家庄村、东清湾村、旧城村、大兴庄村、马头村、北吴町村、开河村、王盘庄村。